# ريكاردو ألفيس بيريرا
ريكاردو ألفيس بيريرا (بالبرتغالية: Ricardo Alves Pereira‏) (8 أغسطس 1988 في سينوب في البرازيل – )؛ هو لاعب كرة قدم يلعب كمهاجم .

## وصلات خارجية
- ريكاردو ألفيس بيريرا على موقع رابطة كرة القدم اليابانية للمحترفين (اليابانية)
- ريكاردو ألفيس بيريرا على موقع دوري كوريا الجنوبية (الإنجليزية)
- ريكاردو ألفيس بيريرا على موقع الدوري الأمريكي (الإنجليزية)
- ريكاردو ألفيس بيريرا على موقع إي إس بي إن إف سي (الإنجليزية)
- ريكاردو ألفيس بيريرا على موقع قاعدة بيانات كرة القدم.إي يو (الإنجليزية)
- ريكاردو ألفيس بيريرا على موقع Soccerway.com (الإنجليزية)
- ريكاردو ألفيس بيريرا على موقع عالم كرة القدم.نت (الإنجليزية)